# Jacques Deny
Jacques Deny (* 22. Oktober 1916 in Algier, damals französisches Algerien; † 1. Januar 2016 in Gérardmer, Département Vosges) war ein französischer Mathematiker, der sich mit Analysis (speziell Potentialtheorie) beschäftigt.
Deny erhielt 1938 seine Agrégation in Mathematik und promovierte 1949 in Straßburg bei Henri Cartan. Er war Professor an der Universität Paris-Süd (Paris XI) in Orsay. Mit Marcel Brelot (der dieses 1956 gründete) und Gustave Choquet hatte er in Paris ein Seminar in Potentialtheorie. Außerdem beschäftigte er sich mit der Theorie der Distributionen, Differentialgleichungen und Topologie. Über seine Arbeit in der Potentialtheorie (seine Dissertation) hielt schon Jacques-Louis Lions 1951 im Seminar Bourbaki einen Vortrag, wie auch Deny selbst im Seminar Bourbaki 1956/57 und 1959/60 (Arbeiten über Dirichleträume von Arne Beurling, mit dem er auch zusammenarbeitete) Vorträge über Potentialtheorie hielt. 1955/56, 1957 und 1962 war er am Institute for Advanced Study.
Zu seinen Doktoranden zählt Paul-André Meyer.

## Schriften
- mit Gustave Choquet: Sur quelques propriétés de moyenne caractéristiques des fonctions harmoniques et polyharmoniques, Bulletin de la Société Mathématique de France 72, 1944, S. 118–140
- Systèmes totaux de fonctions harmoniques, Annales de l’institut Fourier 1, 1949, S. 103–113
- Les potentiels d’energie finie, Acta Mathematica 82, 1950, S. 107–183 (Dissertation)
- mit Jacques-Louis Lions: Les espaces du type de Beppo Levi, Annales de l’institut Fourier 5, 1954, S. 305–370
- Les deux aspects de la théorie du potentiel, Séminaire Bourbaki 4 Exposé No. 148, 1956–1958
- mit Arne Beurling: Espaces de Dirichlet. I. Le cas élémentaire, Acta Mathematica 99, 1958, S. 203–224
- Formes et espaces de Dirichlet, Séminaire Bourbaki 5 Exposé No. 187, 1958–1960
- mit Arne Beurling: Dirichlet Spaces (PDF-Datei, 760 kB), Proceedings of the National Academy of Sciences 45, 1959, S. 208–215 (englisch)
- Les noyaux élémentaires, Séminaire Brelot-Choquet-Deny. Théorie du potentiel 4 Exposé No. 4, 1959/60
- Développements récents de la théorie du potentiel, Séminaire Bourbaki 14 Exposé No. 403, 1971/72